# Râul Valea Călugărească
Râul Valea Călugărească este un curs de apă, afluent al râului Gilort.